# Jack Doan
John Michael (Jack) Doan (nascido em 2 de junho de 1972) é um árbitro de wrestling profissional que atualmente trabalha para a WWE na sua brand Raw, como Jack Doan.
Ele estreou na WWE em outubro de 1991. Ele é treinado pelo árbitro mais famoso de todos no wrestling: Earl Hebner.